# Bombesina
La bombesina es un neuropéptido de 14 aminoácidos inicialmente aislada de la piel de rana. Tiene dos péptidos análogos en otros mamíferos: el péptido liberador de gastrina y la neuromedina B. Esta hormona estimula la secreción de HCl (ácido clorhídrico) al actuar sobre las células G, independientemente del pH medio; también aumenta la secreción pancreática, la actividad mioeléctrica intestinal y la contractilidad del músculo liso.